# Górzno (wzgórze)
Górzno  (czasami jako Wzgórze Ernesta, niem. Ernestinenhöhe) – wzgórze o wysokości 304,9 m n.p.m. w południowo-zachodniej Polsce, na Obniżeniu Podsudeckim, w woj. dolnośląskim. Wzniesienie położone jest w południowo-zachodniej części Obniżenia Podsudeckiego, około 6 km na zachód od centrum Świdnicy.
Komisja Turystyki Górskiej Oddziału Ziemi Wałbrzyskiej PTTK uznała wzniesienie (stosując dlań nazwę Wzgórze Ernesta), za najwyższe wzniesienie na Obniżeniu Podsudeckim i zaliczyła go do Korony Sudetów Polskich. Jednak zgodnie z granicami Obniżenia Podsudeckiego przyjętymi w regionalizacji przez Jerzego Kondrackiego, region ten wznosi się znacznie wyżej, a najwyżej położone jego fragmenty leżą na wysokości ponad 400 m n.p.m., zatem Górzno nie jest najwyższym wzniesieniem tego mezoregionu. 
Wzniesienie ma postać płaskiego kopca o płaskim minimalnie wyniesionym wierzchołku ponad otaczającą powierzchnię i lekko pochyłych zboczach, które przechodzą w zbocza sąsiednich, niedużo mniejszych pagórków. Na samym wierzchołku rośnie niewielka kępa drzew, wokół której na zboczach ciągną się pola uprawne. Na wschód od wzniesienia położona jest miejscowość Komorów, a obok przebiega droga krajowa nr 35.